# کینه (مجموعه‌فیلم)
کینه یک مجموعه فیلم ترسناک آمریکایی است که توسط Sony Pictures و براساس بخشی از فرانشیز (franchise) بزرگ ژاپنی به همین نامُ ، منتشر شده‌است. قسمت اول بازسازی شده فیلم جو- آن (در ژاپنی به معنای کینه) است و از خط داستانی مشابه همین فیلم ژاپنی پیروی می‌کند. دنباله فیلم کینه ۲ اگر چه از یک داستانی منحصر به فرد پیروی می‌کند، ولی هنوز هم برخی عناصر داستان را از ژاپنی‌ها قرض گرفته‌است. دنباله این مجموعه، کینه ۳، کمی بعد از وقایع فیلم دوم روی می‌دهد.
=== کینه (2004)
کینه، برای اولین بار در ۲۲ اکتبر ۲۰۰۴ به نمایش درآمد. داستان در مورد کارن (سارا میشل گلار)، دانشجوی رشته مددکاری اجتماعی است که با دوست پسرش داگ (جیسون بهر) در ژاپن زندگی می‌کند.
ین فیلم با ۱۸۰ میلیون دلار فروش یک موفقیت بزرگ در گیشه داشت که بسیار فراتر از انتظار تحلیلگران و مدیران سونی پیکچرز بود.

### کینه 2 (2006)
قسمت دوم دو سال پس از فیلم اول در ۱۳ اکتبر ۲۰۰۶ اکران شد. داستان در مورد اوبری دیویس (امبر تامبلین)، خواهر کوچک کارن اسنت که پس از تماس تلفنی با مادرش (جوانا کسیدی) در مورد حبس کارن در یک بیمارستان روانی پس از وقایع فیلم قبلی، برای دیدار با او به توکیو ژاپن سفر می‌کند.
این فیلم مانند فیلم قبلی خود با موفقیت ۷۰ میلیون دلار در سراسر جهان در گیشه موفق بود.

### کینه 3 (2009)
در شیکاگو، تنها بازمانده کینه ۲، جیک کیمبل، در یک بیمارستان روانی ستری است و پزشک وی دکتر سالیوان (شاونی اسمیت) معتقد نیست که توسط ارواح مورد تعقیب قرار گرفته‌است. وقتی جیک در سلولش در حالی که تقریباً تمام استخوان‌هایش شکسته شده بود کشته شد، دکتر سالیوان تصمیم می‌گیرد با ذهن باز تحقیقات را در این باره آغاز کند.
این فیلم بر خلاف دو نسخه قبل اکران عمومی نیافت و مستقیماً در اواسط ۲۰۰۹ وارد شبکه خانگی شد.

### کینه 4 (2020)
در ابتدا به نظر می‌رسید فیلم جدیدی که در سال ۲۰۲۰ منتشر شد قرار است یک بازراه اندازی برای نسخه‌های قبلی باشد اما این فیلم تبدیل به یک دنباله دیگر برای این مجموعه شد.

## فیلم‌ها
| فیلم‌ها      | کارگردان      | نویسنده       | هزینه فیلم     | فروش گیشه       | منبع  |
| ----------- | ------------- | ------------- | -------------- | --------------- | ----- |
| کینه (۲۰۰۴) | تاکاشی شیمیزو | Stephen Susco | ۱۰ میلیون دلار | ۱۸۷ میلیون دلار | [ ۴ ] |
| کینه (۲۰۰۶) | تاکاشی شیمیزو | Stephen Susco | ۲۰ میلیون دلار | ۷۰ میلیون دلار  | [ ۵ ] |
| کینه (۲۰۰۹) | توبی ویلکینز  | Brad Keene    | ۵ میلیون دلار  | ۱٫۸ میلیون دلار | [ ۶ ] |
| کینه (۲۰۲۰) | نیکلاس پس     | Nicolas Pesce | ۱۰ میلیون دلار | ۵۰ میلیون دلار  | [ ۷ ] |
| جمع کل      | جمع کل        | جمع کل        | ۴۵ میلیون دلار | ۳۰۹ میلیون دلار |       |